# Mugilogobius cavifrons
Mugilogobius cavifrons är en fiskart som först beskrevs av Weber, 1909.  Mugilogobius cavifrons ingår i släktet Mugilogobius och familjen smörbultsfiskar. IUCN kategoriserar arten globalt som livskraftig. Inga underarter finns listade i Catalogue of Life.